# The Legend of Hell's Gate
The Legend of Hell's Gate, noto anche con il titolo The Legend of Hell's Gate: An American Conspiracy, è un film del 2011 diretto da Tanner Beard.

## Trama
Negli anni 1870 un cacciatore di taglie senza scrupoli, un desperado di origini irlandesi e un giovane criminale si incontrano nei pressi di quella che negli anni a seguire, a causa delle loro gesta, sarà nominata Hell's Gate, "la porta dell'inferno", una formazione rocciosa che si innalza sul lago Possum Kingdom, nella contea di Palo Pinto, in Texas.
I tre, ognuno con un passato diverso alle spalle, cavalcheranno insieme lungo i sentieri del vecchio west, incontrando alcuni dei suoi personaggi più noti del periodo, andando alla ricerca di fama e fortuna.

## Distribuzione
Dopo aver debuttato ufficialmente al Dallas Film Festival nel marzo 2011, il 10 gennaio 2012 fu annunciato che Phase 4 Films e Lightning Entertainment avevano acquistato i diritti per la distribuzione del film negli Stati Uniti, prevista per la successiva primavera sia attraverso canali video on demand che nelle sale cinematografiche. In queste ultime esordì il 30 marzo 2012.